# Campeonato Nacional de Béisbol Superior de Nicaragua 2016
El Campeonato Nacional de Béisbol Superior de Nicaragua 2016 se disputó del 26 de febrero al 23 de octubre del mismo año. Fue ganado por los Dantos de Managua al imponerse en la serie final a los Indios del Bóer. El certamen consistó de una primera etapa en la que 18 equipos divididos en tres grupos jugaron con el sistema de todos contra todos. Tras esta fase clasificaron doce equipos a la segunda etapa que se desarrolló con el mismo sistema. Terminada esta etapa, ocho equipos pasaron a la fase de eliminación directa para obtener el campeón.
Fue la octava edición de la etapa contemporánea del evento conocido también como Liga Germán Pomares Ordóñez en la que se compite  bajo la dirección de la Comisión Nicaragüense de Béisbol Superior (CNBS).

## Equipos
| Bóer                       | Managua       | Dennis Martínez                 |
| Brumas                     | Jinotega      | Moisés Palacios Escorcia        |
| Cafeteros                  | Carazo        | Pedro Selva                     |
| Cañoneros                  | Madriz        | Santiago                        |
| Costa Caribe               | RAAN          | Glorias Costeñas                |
| Dantos                     | Managua       | Dennis Martínez                 |
| Defensores                 | Río San Juan  | Gabriel Aguirre                 |
| Estelí                     | Estelí        | Rufo Marín                      |
| Fieras del San Fernando    | Masaya        | Roberto Clemente                |
| Frente Sur                 | Rivas         | Yamil Ríos Ugarte               |
| Gigantes de Zelaya Central | RACCS         | San Luis de El Rama             |
| Indígenas                  | Matagalpa     | Chale Solís                     |
| Leones                     | León          | Héroes y Mártires de Septiembre |
| Naranjeros                 | Chinandega    | Efraín Tijerino                 |
| Nueva Segovia              | Nueva Segovia | Glorias del Deporte             |
| Productores                | Boaco         | Ernesto Incer Álvarez           |
| Tiburones                  | Granada       | Roque Tadeo Zavala              |
| Toros                      | Chontales     | Carlos Guerra Colindres         |

## Sistema de competencia
El campeonato se llevó a cabo con el siguiente sistema de competencia:
- En la primera etapa los 18 equipos se dividieron en tres grupos de seis integrantes. Jugaron bajo el sistema de todos contra todos y cada uno completó 68 juegos.
- Clasificaron a la segunda etapa doce equipos: los tres primeros lugares de cada grupo y  nueve con el mejor promedio de victorias tomados de una tabla general de los 18 equipos.
- La segunda etapa se jugó con el sistema de todos contra todos y cada equipo completó 44 juegos.
- Clasificaron a la etapa de eliminatoria directa los ocho mejores equipos de la segunda etapa con el mejor porcentaje de victorias.
- La etapa de eliminatoria directa consistió de Series de Cuartos de final, Series Semifinales y Serie Final. En las Series de cuartos de final se enfrentaron 1º contra 8º, 2º contra 7º, 3º contra 6º y 4º contra 5º de los equipos clasificados de la segunda etapa y se jugaron al mejor de cinco encuentros.
- Para las Series Semifinales los equipos ganadores de cuartos de final se emparejaron de acuerdo al mayor número de victorias acumulado de la primera y segunda etapa. Una vez conocidos se enfrentaron 1° contra 4° y 2° contra 3°. Las series se jugaron al mejor de cinco encuentros.
- Los equipos clasificados a la Serie Final jugaron al mejor de siete encuentros para proclamar al campeón del evento.

## Posiciones y resultados

### Primera etapa
Nota: La primera etapa acabó con juegos pendientes pero sus resultados no alterarían las posiciones finales.
| Leyenda                                                                                    |
| ------------------------------------------------------------------------------------------ |
| Avanza a la segunda etapa como primer lugar del grupo.                                     |
| Avanza a la segunda etapa como uno de los nueve equipos con mejor porcentaje de victorias. |

#### Grupo A
| Equipo      | JG | JP | PCT  | JV     |
| ----------- | -- | -- | ---- | ------ |
| Indígenas   | 44 | 23 | ,657 |        |
| Leones      | 42 | 22 | ,656 | 1 1/2  |
| Dantos      | 37 | 25 | ,597 | 4 1/2  |
| Tiburones   | 37 | 27 | ,578 | 5 1/2  |
| Estelí      | 33 | 32 | ,508 | 10     |
| Productores | 23 | 43 | ,348 | 20 1/2 |

#### Grupo B
| Equipo        | JG | JP | PCT  | JV     |
| ------------- | -- | -- | ---- | ------ |
| Bóer          | 44 | 18 | ,710 | -      |
| Fieras        | 34 | 31 | ,523 | 11 1/2 |
| Naranjeros    | 33 | 30 | ,524 | 11 1/2 |
| Brumas        | 28 | 38 | ,424 | 18     |
| Gigantes      | 17 | 44 | ,279 | 25 1/2 |
| Nueva Segovia | 16 | 49 | ,246 | 29 1/2 |

#### Grupo C
| Equipo       | JG | JP | PCT  | JV     |
| ------------ | -- | -- | ---- | ------ |
| Costa Caribe | 47 | 17 | ,734 | -      |
| Toros        | 42 | 24 | ,636 | 6      |
| Frente Sur   | 39 | 26 | ,600 | 8 1/2  |
| Cafeteros    | 33 | 31 | ,541 | 14     |
| Cañoneros    | 15 | 49 | ,234 | 32     |
| Defensores   | 14 | 49 | ,222 | 32 1/2 |

#### Tabla de clasificados a la segunda etapa
| #  | Equipo       | JG | JP | PCT  | JV     |
| -- | ------------ | -- | -- | ---- | ------ |
| 1  | Costa Caribe | 47 | 17 | ,734 | -      |
| 2  | Bóer         | 44 | 18 | ,710 | 2      |
| 3  | Indígenas    | 44 | 23 | ,657 | 4 1/2  |
| 4  | Leones       | 42 | 22 | ,656 | 5      |
| 5  | Toros        | 42 | 24 | ,636 | 6      |
| 6  | Frente Sur   | 39 | 26 | ,600 | 8 1/2  |
| 7  | Dantos       | 37 | 25 | ,597 | 9      |
| 8  | Tiburones    | 37 | 27 | ,578 | 10     |
| 9  | Naranjeros   | 33 | 30 | ,524 | 13 1/2 |
| 10 | Fieras       | 34 | 31 | ,523 | 13 1/2 |
| 11 | Cafeteros    | 33 | 31 | ,541 | 14     |
| 12 | Estelí       | 33 | 32 | ,508 | 14 1/2 |

| Leyenda                                 |
| --------------------------------------- |
| Clasificado como primer lugar de grupo. |

### Juego de Estrellas
El Juego de Estrellas del campeonato nacional se llevó a cabo en el estadio Chale Solís de la ciudad de Matagalpa el día 3 de julio entre el Equipo de Estrellas del Norte y Caribe contra el Equipo de Estrellas del Pacífico y Centro. Asimismo, el 2 de julio se desarrolló el «Derbi de Cuadrangulares» en el estadio Denis Gutiérrez de San Ramón.
| Ganador del Derbi de Cuadragulares |
| ---------------------------------- |
| Dwight Britton (Costa Caribe)      |

Juego de Estrellas
- Convocados al Juegos de Estrellas

| Equipo            | 1 | 2 | 3 | 4 | 5 | 6 | 7 | 8 | 9 | C  | H  | E |
| ----------------- | - | - | - | - | - | - | - | - | - | -- | -- | - |
| Pacífico y Centro | 3 | 3 | 2 | 0 | 2 | 1 | 0 | 3 | 7 | 21 | 19 | 2 |
| Norte y Caribe    | 0 | 0 | 1 | 1 | 0 | 0 | 0 | 0 | 0 | 1  | 3  | 1 |

LG: Erasmo Reyes (1-0)  LP: Ernesto Glasgon (0-1)  
HRs:  PYC – Juan Urbina (1), Alberto Espinoza (1), Renato Morales (1), Jordan Pavón (1), César Díaz (3), Luis Sequeira (1), Sandor Guido (1)  NYC – Dwight Britton (1)
- Box score

| MVP del Juego de Estrellas |
| -------------------------- |
| César Díaz (Naranjeros)    |

### Segunda etapa
| Leyenda                  |
| ------------------------ |
| Avanza a la etapa final. |

| #  | Equipo       | JG | JP | PCT  | JV   |
| -- | ------------ | -- | -- | ---- | ---- |
| 1  | Bóer         | 30 | 14 | ,681 | -    |
| 2  | Costa Caribe | 27 | 13 | ,675 | 2    |
| 3  | Leones       | 27 | 17 | ,614 | 3    |
| 4  | Dantos       | 27 | 17 | ,614 | 3    |
| 5  | Indígenas    | 24 | 20 | ,545 | 6    |
| 6  | Toros        | 23 | 21 | ,523 | 7    |
| 7  | Cafeteros    | 20 | 24 | ,454 | 10   |
| 8  | Frente Sur   | 20 | 24 | ,454 | 10   |
| 9  | Estelí       | 18 | 26 | ,409 | 12   |
| 10 | Naranjeros   | 15 | 25 | ,375 | 13   |
| 11 | Tiburones    | 15 | 28 | ,349 | 14 ½ |
| 12 | Fieras       | 13 | 30 | ,302 | 16 ½ |

### Etapa final

#### Cuartos de final
Bóer (3) contra Frente Sur (2)
| Fecha            | Visita     | Resultado | Local      | Ciudad  | Reporte                                                                                           |
| ---------------- | ---------- | --------- | ---------- | ------- | ------------------------------------------------------------------------------------------------- |
| 21 de septiembre | Frente Sur | 5-3       | Bóer       | Managua | Archivado el 23 de septiembre de 2016 en Wayback Machine.                                         |
| 23 de septiembre | Bóer       | 12-6      | Frente Sur | Rivas   | Archivado el 27 de septiembre de 2016 en Wayback Machine.                                         |
| 25 de septiembre | Frente Sur | 3-4       | Bóer       | Managua | (enlace roto disponible en Internet Archive; véase el historial, la primera versión y la última). |
| 27 de septiembre | Bóer       | 3-7       | Frente Sur | Rivas   |                                                                                                   |
| 29 de septiembre | Frente Sur | 1-7       | Bóer       | Managua |                                                                                                   |

Costa Caribe (3) contra Cafeteros (1)
| Fecha            | Visita       | Resultado  | Local        | Ciudad      | Reporte |
| ---------------- | ------------ | ---------- | ------------ | ----------- | ------- |
| 22 de septiembre | Cafeteros    | 3-18 (SKO) | Costa Caribe | Corn Island |         |
| 23 de septiembre | Cafeteros    | 7-3        | Costa Caribe | Corn Island |         |
| 24 de septiembre | Cafeteros    | 1-9        | Costa Caribe | Corn Island |         |
| 27 de septiembre | Costa Caribe | 8-0        | Cafeteros    | Jinotepe    |         |

Dantos (3) contra Toros (0)
| Fecha            | Visita | Resultado | Local  | Ciudad   | Reporte |
| ---------------- | ------ | --------- | ------ | -------- | ------- |
| 22 de septiembre | Toros  | 1-4       | Dantos | Managua  |         |
| 24 de septiembre | Dantos | 4-0 (F/6) | Toros  | Juigalpa |         |
| 26 de septiembre | Toros  | 1-12 (KO) | Dantos | Managua  |         |

Leones (2) contra Indígenas (3)
| Fecha            | Visita    | Resultado | Local     | Ciudad    | Reporte                                                                                           |
| ---------------- | --------- | --------- | --------- | --------- | ------------------------------------------------------------------------------------------------- |
| 21 de septiembre | Indígenas | 0-8       | Leones    | León      |                                                                                                   |
| 24 de septiembre | Leones    | 1-4       | Indígenas | Matagalpa |                                                                                                   |
| 25 de septiembre | Indígenas | 6-3       | Leones    | León      | (enlace roto disponible en Internet Archive; véase el historial, la primera versión y la última). |
| 27 de septiembre | Leones    | 4-3       | Indígenas | Matagalpa |                                                                                                   |
| 30 de septiembre | Indígenas | 7-0       | Leones    | León      | (enlace roto disponible en Internet Archive; véase el historial, la primera versión y la última). |

#### Semifinales
Para definir los emparejamientos de semifinales se utilizó una tabla de los clasificados que mostró el número de juegos ganados y perdidos en las primeras dos etapas. De acuerdo a las posiciones se enfrentaron 1° contra 4° y 2° contra 3°
| # | Equipo       | JG | JP | PCT  |
| - | ------------ | -- | -- | ---- |
| 1 | Costa Caribe | 74 | 30 | ,711 |
| 2 | Bóer         | 74 | 32 | ,698 |
| 3 | Indígenas    | 68 | 43 | ,613 |
| 4 | Dantos       | 64 | 42 | ,604 |

Costa Caribe (2) contra Dantos (3)
| Fecha        | Visita       | Resultado | Local        | Ciudad     | Reporte                                                                                           |
| ------------ | ------------ | --------- | ------------ | ---------- | ------------------------------------------------------------------------------------------------- |
| 1 de octubre | Costa Caribe | 8-4       | Dantos       | Managua    | (enlace roto disponible en Internet Archive; véase el historial, la primera versión y la última). |
| 2 de octubre | Costa Caribe | 4-9       | Dantos       | Managua    |                                                                                                   |
| 4 de octubre | Dantos       | 2-5       | Costa Caribe | Bluefields | Archivado el 9 de octubre de 2016 en Wayback Machine.                                             |
| 6 de octubre | Dantos       | 6-3       | Costa Caribe | Bluefields | Archivado el 9 de octubre de 2016 en Wayback Machine.                                             |
| 8 de octubre | Dantos       | 13-4      | Costa Caribe | Bluefields |                                                                                                   |

Bóer (3) contra Indígenas (2)
| Fecha             | Visita    | Resultado | Local     | Ciudad    | Reporte                                               |
| ----------------- | --------- | --------- | --------- | --------- | ----------------------------------------------------- |
| 2 de octubre      | Indígenas | 0-10 (KO) | Bóer      | Managua   |                                                       |
| 4 de octubre      | Bóer      | 2-3       | Indígenas | Matagalpa | Archivado el 9 de octubre de 2016 en Wayback Machine. |
| 7 de octubre (*)  | Indígenas | 9-6       | Bóer      | Managua   |                                                       |
| 9 de octubre (**) | Bóer      | 14-7      | Indígenas | Matagalpa |                                                       |
| 10 de octubre     | Indígenas | 1-7       | Bóer      | Managua   |                                                       |

(*) El juego inició el 5 de octubre, pero se anuló el resultado bajo protesta del Bóer. Se reinició el 7 de octubre a partir de la parte baja de la tercera entrada.

(**) El juego inició el 8 de octubre pero fue suspendido en la parte alta del cuarto episodio por lluvia.

#### Serie final
Bóer (2) contra Dantos (4)
| Fecha         | Visita | Resultado | Local  | Ciudad  | Reporte |
| ------------- | ------ | --------- | ------ | ------- | ------- |
| 14 de octubre | Dantos | 7-2       | Bóer   | Managua |         |
| 15 de octubre | Bóer   | 6-7       | Dantos | Managua |         |
| 16 de octubre | Dantos | 6-9       | Bóer   | Managua |         |
| 21 de octubre | Bóer   | 2-3       | Dantos | Managua |         |
| 22 de octubre | Dantos | 6-7       | Bóer   | Managua |         |
| 23 de octubre | Bóer   | 6-7       | Dantos | Managua |         |

|                           |
|                           |
| Campeón Dantos de Managua |

## Estadísticas

### Líderes individuales de la primera etapa
- Fuente: Mejores bateadores y Lanzadores.

Bateadores
| Categoría           | Jugador                  | Equipo       | Marca |
| ------------------- | ------------------------ | ------------ | ----- |
| Porcentaje de bateo | Ofilio Castro            | Dantos       | ,432  |
| Cuadrangulares      | Ronald Garth             | Dantos       | 14    |
| Carreras impulsadas | Ronald Garth Juan Urbina | Dantos Bóer  | 62    |
| Hits                | Renato Morales           | Fieras       | 89    |
| Robos de base       | Darrel Campbell          | Costa Caribe | 14    |
| Carreras anotadas   | Ofilio Castro            | Dantos       | 61    |

Lanzadores
| Categoría         | Jugador            | Equipo       | Marca |
| ----------------- | ------------------ | ------------ | ----- |
| Victorias         | Erasmo Reyes       | Toros        | 12    |
| Efectividad       | Wilber Bucardo     | Leones       | 1,45  |
| Salvados          | Armando Montenegro | Estelí       | 7     |
| Ponches           | Ernesto Glasgon    | Costa Caribe | 120   |
| Entradas lanzadas | Erasmo Reyes       | Toros        | 99,2  |

### Líderes individuales hasta la segunda etapa (acumulado)
- Fuente: Mejores bateadores y Lanzadores Archivado el 23 de septiembre de 2016 en Wayback Machine..

Bateadores
| Categoría           | Jugador                    | Equipo              | Marca |
| ------------------- | -------------------------- | ------------------- | ----- |
| Porcentaje de bateo | Renato Morales             | Dantos              | ,417  |
| Cuadrangulares      | Jordan Pavón               | Bóer                | 25    |
| Carreras impulsadas | Juan Urbina                | Bóer                | 112   |
| Hits                | Javier Robles              | Bóer                | 153   |
| Robos de base       | Darrel Campbell Arnol Rizo | Costa Caribe Leones | 23    |
| Carreras anotadas   | Javier Robles              | Bóer                | 100   |

Lanzadores
| Categoría         | Jugador            | Equipo       | Marca |
| ----------------- | ------------------ | ------------ | ----- |
| Victorias         | Roger Marín        | Bóer         | 17    |
| Efectividad       | Fidencio Flores    | Leones       | 1,40  |
| Salvados          | Armando Montenegro | Estelí       | 9     |
| Ponches           | Ernesto Glasgon    | Costa Caribe | 171   |
| Entradas lanzadas | Roger Marín        | Bóer         | 171,1 |

## Premios y reconocimientos
Jugadores premiados de la temporada de acuerdo a la página oficial.
| Jugador más Valioso                   |
| ------------------------------------- |
| Jordan Pavón (Bóer)                   |
| Jugador más Valioso de la Serie Final |
| Ronald Rivera (Dantos)                |
| Novato del año                        |
| Juan Bermúdez (Frente Sur)            |

| Categoría              | Jugador         | Equipo       | Marca |
| ---------------------- | --------------- | ------------ | ----- |
| Porcentaje de bateo    | Renato Morales  | Fieras       | ,417  |
| Carreras impulsadas    | Juan Urbina     | Bóer         | 112   |
| Cuadrangulares         | Jordan Pavón    | Bóer         | 25    |
| Efectividad            | Fidencio Flores | Leones       | 1,40  |
| Ponches                | Ernesto Glasgon | Costa Caribe | 171   |
| Juegos ganados         | Roger Marín     | Bóer         | 17    |
| Mejor porcentaje JG/JP | Júnior Téllez   | Costa Caribe | ,889  |

Reconocimientos por nuevos récords del campeonato impuestos esta temporada:
- Más hits en etapa regular: Javier Robles (Bóer) con 153
- Más juegos jugados consecutivamente: Fausto Suárez (Indígenas) con 144.
- Más juegos salvados en etapa regular: Francisco Valdivia (Indígenas) con 32 y Evert Morales (Toros) con 22.
- Más bases por bolas en etapa regular: Arnol Rizo (Leones) con 85.

## Destacados de la temporada
- El lanzador Julio C. Raudez de Tiburones de Granada llegó a los 170 juegos ganados en su cuenta particular, convirtiéndose en nueva marca nacional.[7]
- El equipo de Costa Caribe impuso una nueva marca de 17 victorias consecutivas en campeonatos de primera división.[8]
- Juan Carlos Urbina de Bóer llegó a la marca de 100 carreras impulsadas en una temporada, siendo el primero en lograrlo con bate de madera en la primera división del béisbol nicaragüense.[9]